# Hongkongia reptrix
Espèce
Hongkongia reptrix est une espèce d'araignées aranéomorphes de la famille des Gnaphosidae.

## Distribution
Cette espèce  se rencontre en Indonésie à Java et à Bali, en Malaisie au Sabah, en Chine et au Japon dans l'archipel Nansei,,.

## Description
La femelle holotype mesure 3,50 mm.
Le mâle décrit par Kamura en 2019 mesure 4,58 mm.

## Systématique et taxinomie
Cette espèce a été décrite par Deeleman-Reinhold, 2001.

## Publication originale
- Deeleman-Reinhold, 2001 : Forest spiders of South East Asia: with a revision of the sac and ground spiders (Araneae: Clubionidae, Corinnidae, Liocranidae, Gnaphosidae, Prodidomidae and Trochanterriidae. Brill, Leiden, p. 1-591.